# Az igazi Mao
Az igazi Mao Siklósi Szilveszter 1994-ben készült áldokumentumfilmje.
Figyelem, az imént látott filmből természetesen egy szó sem igaz. Minden állítása a fantázia szüleménye. Állítólagos dokumentumai meghamisítottak. Ön egy kísérlet részese volt. Be akartuk bizonyítani, hogy a legnagyobb képtelenség is elhitethető. Minden csupán attól függ, hogyan csomagoljuk mondandónkat.

## Cselekmény
A film a BBC-n készült történészriportok és a Spektrum TV-hez hasonló ismeretterjesztő csatornákról jól ismert történelmi oknyomozó riportok kliséire alapozva arra próbálja felhívni a figyelmet, hogy a média jelenlegi eszközeivel szinte bármi elhitethető, akármilyen messze is legyen a valóságtól, ha elég hitelesen és koherensen adjuk elő. Ráadásul ehhez nincs szükség a modern technikára sem: a filmben nem szerepelnek komoly technikai (például számítástechnika segítségével készített) trükkök, de még bonyolultabb vágások sem, pusztán a filmtörténések önellentmondástalanságára, s a dokumentumfilm-klisékre (angolul nyilatkozó, alámondással szinkronizált színészek, fekete-fehér „történelmi hitelességű” fényképek, a néző által addig valósnak ismert történelem hitelességébe vetett bizalom megingatása) épít. Mindezt a legtöbb néző szerint valóban hitelesen és meggyőző erővel tudja tenni, úgy, hogy a néző (ha addig nem ismerte a filmet) csak a film egyre abszurdabb állításokat elhitetni próbáló közepe táján („Mao ma is szerzetesként él egy buddhista kolostorban, paranormális képességekkel rendelkezik, és gyomra közepén egy cseppkő alakú kristály található” stb.) kezdi komolyan elhinni, hogy itt talán valami „kandi kamera”-szerű élményben van része.
A film a Michigani Egyetem történészprofesszoráról (Jonathan W. Highstone) szól, aki évekig tartó hosszas és meglehetősen veszélyes kutatásai során megdöbbentő, és a történelmet újraíró felfedezésre jut a világtörténelem egyik legjelentősebb konfliktusával, a hidegháborúval kapcsolatban: az igazi Mao valójában – mármint a film szerint valójában – meghalt a hosszú menetelés idején, és helyét a kínai kommunista mozgalom vezetésében gonosz és bűnöző bátyja vette át. Ez a Mao Ce-tung, akárcsak az orosz Nyikita Szergejevics Hruscsov, valójában chicagói maffiózó volt, akik, miután kalandos úton hatalomra kerültek Kínában és a Szovjetunióban, kicsit nagyobb léptékben folytatták (lásd kubai válság, Kennedy-gyilkosság, koreai háború) azt a gyilkos harcot, amit az Államokban abbahagytak. Egymás iránti olthatatlan ellenszenvük oka pedig természetesen egy közösen imádott amerikai leányzó, Emmy Lou. Őmiatta kell hát a világnak az atomháború folyamatos fenyegetésében élnie.

## A film fogadtatása
Az igazi Mao – kritikusai szerint – „nagyon ügyes munka”, sokakat megtévesztett, még Szabó István is megvallotta a televíziós bemutató után, hogy elég későn kezdett el gyanakodni. Itthon és külföldön is elismerésekben részesült (Independent Producers' Prize, 1995; A Magyar Filmhét Kritikusainak Díja, 1995); több fesztiválon is bemutatták (Varna International Film Festival, 1995; Los Angeles Film Festival, 1995 London Film Festival).
A film az áldokumentumfilm műfajának egyik klasszikus darabja, akárcsak az egyik első modern áldokumentumfilm, az olajfaló lényekről szóló Oscar-díjas cseh alkotás, vagy az ún. „Wapra-jelentésről” szóló magyar munka, mely a légszennyezés gyógyító és intelligencianövelő hatását „bizonyítja”.

## Főszereplők
- Philip Balla	(Jonathan W. Highstone)
- Margit Huckaby (Emmy Lou)
- András Sándor	(Anderson)

A magyarországi modern kommunikációoktatásban újabban oktatófilmként használják a propaganda, illetve a média meggyőző (szuggesztív) erejének demonstrálására.[forrás?]